# Killaly
Killaly es un pueblo canadiense situado en la provincia de Saskatchewan.

## Superficie
Killaly tiene una superficie de 2,64 km².

## Demografía
En 2021, tenía 58 habitantes, una densidad poblacional de 21,9 hab./km², y 31 viviendas.